# SOCOM: U.S. Navy SEALs (serie)
SOCOM U.S. Navy SEALs es una serie de videojuegos de disparo táctico de tercera persona para PlayStation 2, PlayStation 3 y PlayStation Portable creado por Zipper Interactive. Hay otro desarrollador de algunas entregas, Slant Six Games.

El título de la serie viene del Comando de Operaciones Especiales de los Estados Unidos (SOCOM), abreviatura de U.S. Special Operations COMmand (Mando de Operaciones Especiales de los Estados Unidos) , que es un Comando de combate unificado.

Los juegos se centran en varios equipos de Navy SEAL de los Estados Unidos que completan misiones con la ayuda de ocasional de otras fuerzas de operaciones especiales en el mundo, como SAS, Spetnaz, GROM, entre otras.
Serie videojuegos SOCOM:
- PlayStation 2
  - 18/06/2003: SOCOM: U.S. Navy SEALs
  - 10/03/2004: SOCOM II: U.S. Navy SEALs
  - 19/04/2006: SOCOM 3: U.S. Navy SEALs
  - 16/05/2007: SOCOM: U.S. Navy SEALs Combined Assault
- PlayStation 3:
  - 19/03/2009: SOCOM: U.S. Navy SEALs Confrontation
  - 20/04/2011: SOCOM 4: U.S. Navy SEALs ó SOCOM Special Forces
- PlayStation Portable:
  - 19/04/2006 SOCOM: U.S. Navy SEALs Fireteam Bravo
  - 04/07/2007: SOCOM: U.S. Navy SEALs Fireteam Bravo 2
  - 12/12/2007: SOCOM: U.S. Navy SEALs Tactical Strike
  - 18/02/2010: SOCOM: U.S. Navy SEALs Fireteam Bravo 3

- Datos: Q3459854